# وسائل الإعلام والسياسة الأمريكية
تغطي وسائل الإعلام والسياسة الأمريكية دور الصحف والمجلات والإذاعة والتلفزيون ووسائل الإعلام الاجتماعية من الحقبة الاستعمارية إلى الوقت الحاضر.

## الفترات الاستعمارية والثورية
ظهرت الصحف الأولى في المدن الساحلية الرئيسية مثل فيلادلفيا ونيويورك وبوسطن وتشارلستون من أجل تزويد التجار بأحدث الأخبار التجارية. عملوا عادة على نسخ ما ورد في صحف أخرى أو في صحافة لندن. اكتشف المحررون أنهم قادرون على انتقاد الحاكم المحلي واكتساب جمهور أكبر، في الوقت الذي اكتشف فيه الحاكم أن بإمكانه إغلاق الصحف. جاءت المواجهة الأكثر دراماتيكية في نيويورك في عام 1734، حيث قدم الحاكم جون بيتر زينغر للمحاكمة بتهمة التشهير الجنائي بعد أن نشرت صحيفته بعض الهجمات الساخرة. جادل محامو زينغر بأن الحقيقة كانت دفاعًا ضد التشهير، وبرأت هيئة المحلفين زينغر الذي أصبح البطل الأمريكي الشهير في مجال حرية الصحافة. كانت النتيجة توترات ناشئة بين وسائل الإعلام والحكومة. كان الإلمام بالقراءة والكتابة منتشرًا على نطاق واسع في أمريكا، حيث تمكن أكثر من نصف الرجال البيض من القراءة. غالبًا ما كان الأميون يستمعون إلى الصحف التي تقرأ بصوت عال في الحانات المحلية. بحلول منتصف السبعينيات من القرن الثامن عشر، كانت هناك 24 صحيفة أسبوعية في المستعمرات الثلاث عشرة (كانت نيو جيرسي فقط تفتقر إلى واحدة)، وأصبح الهجوم الساخر على الحكومة ممارسة شائعة في الصحف الأمريكية. كانت الحرب الفرنسية والهندية (1757- 1763) موضوعًا للعديد من القصص الصحفية، وإعطاء المستعمرين نظرة أوسع للشؤون الأمريكية. نشر بنجامين فرانكلين الذي اشتهر بكونه يطبع الصحف في فيلادلفيا، واحدًا من أوائل الرسوم الكاريكاتورية التحريرية، انضم أو مت، داعيًا المستعمرات إلى التكافل من أجل هزيمة الفرنسيين. من خلال إعادة طباعة الأخبار الناشئة في الصحف الأخرى، أنشأت المطابع الاستعمارية شبكة خاصة لتقييم ونشر الأخبار للعالم الاستعماري بأكمله. أخذ فرانكلين زمام المبادرة، وكان هناك في نهاية المطاف عشرين صحيفة في شبكته. لعبت الشبكة دورًا رئيسيًا في تنظيم معارضة قانون الطوابع وفي تنظيم وتشغيل الوطنيين في السبعينيات من القرن الثامن عشر.
لعبت شبكات الصحف الاستعمارية دورًا كبيرًا في إثارة الثورة الأمريكية، بدءًا من هجومها على قانون الطوابع لعام 1765. قدموا أخبارًا أساسية عما كان يحدث محليًا وفي المستعمرات الأخرى، قدموا أيضًا الحجج التي استخدمها الوطنيون للتعبير عن مظالمهم مثل «لا ضرائب بدون تمثيل!»، طبعت الصحف وباعت منشورات كثيرة، مثل منشور الفطرة السليمة (1776) الذي حقق نجاحًا مذهلًا، والذي قضى على هيبة الملك وكسب الرأي الوطني بين عشية وضحاها لصالح الاستقلال. أصبح الحياد مستحيلًا، وأصبحت الصحف الموالية القليلة مطاردة وتوقفت عن النشر عندما بدأت الحرب. مع ذلك، سيطر البريطانيون على المدن المهمة على فترات زمنية متفاوتة، بما في ذلك مدينة نيويورك بين عامي 1776 و1783. قدموا الدعم للصحافة الموالية التي اختفت في عام 1783.